# كارلوس غوميز (لاعب كرة قدم)
كارلوس غوميز (بالإسبانية: Carlos Gómez)‏ هو لاعب كرة قدم إسباني، ولد في 24 فبراير 1994 في مدريد في إسبانيا. لعب مع نادي تورمينتا.